# Albert Schamedatus
Albert Schamedatus (* 26. August 1884 in Berlin; † nach 1933) war ein deutscher kommunistischer Gewerkschaftsfunktionär und Widerstandskämpfer gegen das NS-Regime.

## Leben
Schamedatus besuchte die Volksschule und erlernte das Dreherhandwerk. 1907 wurde er Mitglied des Deutschen Metallarbeiter-Verbandes (DMV), in dem er im Laufe der Zeit mehrere Funktionen übernahm. Im gleichen Jahr organisierte er sich in der Sozialdemokratischen Partei Deutschlands (SPD). Am Ende des Ersten Weltkrieges trat Schamedatus zur Unabhängigen Sozialdemokratischen Partei Deutschlands (USPD) über. 
Im Vorfeld und während der Novemberrevolution gehörte Schamedatus zum Kreis der Revolutionären Obleute. Im Zusammenhang mit der Revolution war Schamedatus in der Berliner Rätebewegung aktiv. So gehörte er unter anderem dem provisorischen Arbeiter- und Soldatenrat in Berlin an, der durch eine Initiative der „Revolutionären Obleute“ entstanden war und treibende Kraft der Revolution in Berlin war. Schamedatus trat wenig später dem Spartakusbund bei und wurde Mitbegründer der Kommunistischen Partei Deutschlands (KPD). Wegen Unzufriedenheit mit der Politik der Partei trat Schamedatus 1925 aus der KPD aus und blieb zunächst parteilos. 1930 trat er erneut in die KPD ein, wenngleich er sich ab 1932 erneut von der Partei wegen Differenzen in der Gewerkschaftsfrage distanzierte. In den 1920er-Jahren war Schamedatus zeitweise Funktionär des linkskommunistischen Deutschen Industrie-Verbandes. Ab 1929 gehörte er der Revolutionären Gewerkschafts-Opposition (RGO) an. Für die RGO und den Anfang November 1930 gegründeten linksradikalen Einheitsverband der Metallarbeiter Berlins (EVMB) übernahm Schamedatus die Funktion eines roten Betriebsrates im AEG-Apparatebau (Berlin, Brunnenstraße).
Nach der Machtübernahme der Nationalsozialisten beteiligte sich Schamedatus im kommunistischen gewerkschaftlichen Widerstand gegen das NS-Regime. Er war Kurier und Verbindungsmann des illegalen EVMB. Im AEG-Werk (Berlin, Brunnenstraße), wo er weiterhin als Dreher beschäftigt war, sammelte Schamedatus Spenden und verkaufte Beitragsmarken für den illegalen EVMB. Auch in seiner Wohnung in Berlin-Reinickendorf fanden mehrere Treffen zur Planung von Widerstandsaktivitäten statt. Im Dezember 1933 verhaftete die Gestapo Schamedatus. Auch sein Sohn Heinrich wurde verhaftet. Albert und Heinrich Schamedatus waren im Anschluss für mehrere Wochen im KZ Columbia und im KZ Oranienburg in Haft. Später kamen sie in Untersuchungshaft in Berlin-Moabit. Während sein Sohn Heinrich anschließend auf freien Fuß kam, wurde Albert Schamedatus vom Kammergericht Berlin wegen seiner illegalen Aktivitäten für den EVMB zu einer zweijährigen Gefängnisstrafe verurteilt. Die Haftzeit verbüßte er in den Strafgefängnissen in Plötzensee und Tegel.
In der Haftzeit soll Schamedatus über massive gesundheitliche Probleme geklagt haben, die offenbar aus Misshandlungen der NS-Verfolgung unmittelbar nach der Verhaftung im Dezember 1933 resultierten. So soll Schamedatus durch die Auswirkungen des Gewalteinsatzes der Gestapo bei einem Verhör später erblindet sein. Über den Lebensweg von Schamedatus nach Ende der Haftzeit ist bisher nichts bekannt.